# Ononis viscosa
Ononis viscosa — вид рослин родини бобові (Fabaceae).

## Опис
Однорічна трав'яниста рослина, до 130 см, прямостояча або стелиться. Листочки 10–60 × 3–28 мм, яйцеподібні, овально-еліптичні, довгасто-зворотно-яйцеподібні, довгасто-ланцетні або ромбічні, гострі або тупі. Віночок 8–16 мм, жовтий,  іноді рожевий, помаранчевий або фіолетовий. Плоди 10–25 мм, волохато-залозисті, з 3–10 насінням. Насіння від 1,4 до 4 мм, ниркоподібне, більш-менш горбисте, коричневого кольору.

## Поширення
Поширення: Північна Африка: Алжир; Єгипет [вкл. Синай]; Лівія; Марокко; Туніс. Азія: Кіпр; Іран; Ірак; Ізраїль; Йорданія; Ліван; Сирія; Туреччина; Оман. Південна Європа: Албанія; Колишня Югославія; Греція [вкл. Крит]; Італія [вкл. Сардинія, Сицилія]; Франція; Португалія; Гібралтар; Іспанія [вкл. Балеарські острови]. 
Населяє чагарники, луки, поля, дороги й дорожні канави; 0–800 метрів.